# Bayemgede
Bayemgede is een bestuurslaag in het regentschap Bojonegoro van de provincie Oost-Java, Indonesië. Bayemgede telt 2120 inwoners (volkstelling 2010).